# Jüterbog-Luckenwalder Kreiskleinbahnen
| Kursbuchstrecke: | 152a (Dahme Bahnhof – Jüterbog Reichsbf) 152c (Dahme Bahnhof – Luckernwalde Rbf) jeweils 1934 178u (Dahme Kleinbf – Hohenseefeld) 178v (Hohenseefeld – Luckernwalde) 178w (Hohenseefeld – Jüterbog Zinnaer Vorstadt) jeweils 1946 |                           |                           |
| Spurweite: | 750 mm (Schmalspur) |                           |                           |
| | |                           |                           |
| \| \| 7,0 \| Görsdorf \| Görsdorf \| \| \| 6,1 \| Görsdorf Mühle \| Görsdorf Mühle \| \| \| 5,7 \| Görsdorf Schäferei \| Görsdorf Schäferei \| \| \| 3,3 \| Zagelsdorf \| Zagelsdorf \| \| \| 1,8 \| Rosenthal \| Rosenthal \| \| \| 0,0 \| Dahme (Mark) Kleinbahnhof \| Dahme (Mark) Kleinbahnhof \| \| \| 2,0 \| Niendorfer Weg \| Niendorfer Weg \| \| \| 4,3 \| Niendorf \| Niendorf \| \| \| 7,6 \| Ihlow \| Ihlow \| \| \| 10,8 \| Hohenseefeld \| Hohenseefeld \| \| \| \| \| \| \| \| 14,8 \| Nonnendorf \| Nonnendorf \| \| \| 17,2 \| Reinsdorf \| Reinsdorf \| \| \| 20,4 \| Werbig Ziegelei \| Werbig Ziegelei \| \| \| 20,9 \| Werbig \| Werbig \| \| \| 22,0 \| Borgisdorf \| Borgisdorf \| \| \| 23,1 \| Hohengörsdorf \| Hohengörsdorf \| \| \| 27,3 \| Fröhden \| Fröhden \| \| \| 28,7 \| Markendorf \| Markendorf \| \| \| 34,1 \| Bürgermühle \| Bürgermühle \| \| \| 35,7 \| Jüterbog Zinnaer Vorstadt \| Jüterbog Zinnaer Vorstadt \| \| \| 37,4 \| Jüterbog Kleinbahnhof \| Jüterbog Kleinbahnhof \| \| \| 38,2 \| Jüterbog Personenbahnhof \| Jüterbog Personenbahnhof \| \| \| 15,1 \| Heinsdorf Niebendorf \| Heinsdorf Niebendorf \| \| \| 18,4 \| Wahlsdorf \| Wahlsdorf \| \| \| 21,7 \| Petkus Ziegelei \| Petkus Ziegelei \| \| \| 23,1 \| Petkus \| Petkus \| \| \| 25,5 \| Ließen \| Ließen \| \| \| 26,9 \| Brand \| Brand \| \| \| 28,7 \| Stülper Forst \| Stülper Forst \| \| \| 30,9 \| Stülpe \| Stülpe \| \| \| 33,8 \| Holbeck \| Holbeck \| \| \| 35,1 \| Forsthaus Holbeck \| Forsthaus Holbeck \| \| \| 39,0 \| Jänickendorf Kleinbahnhof \| Jänickendorf Kleinbahnhof \| \| \| 41,5 \| Wasserwerk Luckenwalde \| Wasserwerk Luckenwalde \| \| \| 42,1 \| Kolzenburger Weg \| Kolzenburger Weg \| \| \| 43,9 \| Elsthal \| Elsthal \| \| \| 46,4 \| Luckenwalde Kleinbahnhof \| Luckenwalde Kleinbahnhof \| | |                           |                           |
| Kopfbahnhof Streckenanfang (Strecke außer Betrieb) | 7,0 | Görsdorf                  | Görsdorf                  |
| Bahnhof (Strecke außer Betrieb) | 6,1 | Görsdorf Mühle            | Görsdorf Mühle            |
| Bahnhof (Strecke außer Betrieb) | 5,7 | Görsdorf Schäferei        | Görsdorf Schäferei        |
| Bahnhof (Strecke außer Betrieb) | 3,3 | Zagelsdorf                | Zagelsdorf                |
| Bahnhof (Strecke außer Betrieb) | 1,8 | Rosenthal                 | Rosenthal                 |
| Bahnhof (Strecke außer Betrieb) | 0,0 | Dahme (Mark) Kleinbahnhof | Dahme (Mark) Kleinbahnhof |
| Bahnhof (Strecke außer Betrieb) | 2,0 | Niendorfer Weg            | Niendorfer Weg            |
| Bahnhof (Strecke außer Betrieb) | 4,3 | Niendorf                  | Niendorf                  |
| Bahnhof (Strecke außer Betrieb) | 7,6 | Ihlow                     | Ihlow                     |
| Bahnhof (Strecke außer Betrieb) | 10,8 | Hohenseefeld              | Hohenseefeld              |
| Verschwenkung von links (Strecke außer Betrieb) · Verschwenkung von rechts (Strecke außer Betrieb) | |                           |                           |
| Strecke (außer Betrieb) · Bahnhof (Strecke außer Betrieb) | 14,8 | Nonnendorf                | Nonnendorf                |
| Strecke (außer Betrieb) · Bahnhof (Strecke außer Betrieb) | 17,2 | Reinsdorf                 | Reinsdorf                 |
| Strecke (außer Betrieb) · Bahnhof (Strecke außer Betrieb) | 20,4 | Werbig Ziegelei           | Werbig Ziegelei           |
| Strecke (außer Betrieb) · Bahnhof (Strecke außer Betrieb) | 20,9 | Werbig                    | Werbig                    |
| Strecke (außer Betrieb) · Bahnhof (Strecke außer Betrieb) | 22,0 | Borgisdorf                | Borgisdorf                |
| Strecke (außer Betrieb) · Bahnhof (Strecke außer Betrieb) | 23,1 | Hohengörsdorf             | Hohengörsdorf             |
| Strecke (außer Betrieb) · Bahnhof (Strecke außer Betrieb) | 27,3 | Fröhden                   | Fröhden                   |
| Strecke (außer Betrieb) · Bahnhof (Strecke außer Betrieb) | 28,7 | Markendorf                | Markendorf                |
| Strecke (außer Betrieb) · Bahnhof (Strecke außer Betrieb) | 34,1 | Bürgermühle               | Bürgermühle               |
| Strecke (außer Betrieb) · Bahnhof (Strecke außer Betrieb) | 35,7 | Jüterbog Zinnaer Vorstadt | Jüterbog Zinnaer Vorstadt |
| Strecke (außer Betrieb) · Bahnhof (Strecke außer Betrieb) | 37,4 | Jüterbog Kleinbahnhof     | Jüterbog Kleinbahnhof     |
| Strecke (außer Betrieb) · Kopfbahnhof Streckenende (Strecke außer Betrieb) | 38,2 | Jüterbog Personenbahnhof  | Jüterbog Personenbahnhof  |
| Bahnhof (Strecke außer Betrieb) | 15,1 | Heinsdorf Niebendorf      | Heinsdorf Niebendorf      |
| Bahnhof (Strecke außer Betrieb) | 18,4 | Wahlsdorf                 | Wahlsdorf                 |
| Bahnhof (Strecke außer Betrieb) | 21,7 | Petkus Ziegelei           | Petkus Ziegelei           |
| Bahnhof (Strecke außer Betrieb) | 23,1 | Petkus                    | Petkus                    |
| Bahnhof (Strecke außer Betrieb) | 25,5 | Ließen                    | Ließen                    |
| Bahnhof (Strecke außer Betrieb) | 26,9 | Brand                     | Brand                     |
| Bahnhof (Strecke außer Betrieb) | 28,7 | Stülper Forst             | Stülper Forst             |
| Bahnhof (Strecke außer Betrieb) | 30,9 | Stülpe                    | Stülpe                    |
| Bahnhof (Strecke außer Betrieb) | 33,8 | Holbeck                   | Holbeck                   |
| Haltepunkt / Haltestelle (Strecke außer Betrieb) | 35,1 | Forsthaus Holbeck         | Forsthaus Holbeck         |
| Bahnhof (Strecke außer Betrieb) | 39,0 | Jänickendorf Kleinbahnhof | Jänickendorf Kleinbahnhof |
| Bahnhof (Strecke außer Betrieb) | 41,5 | Wasserwerk Luckenwalde    | Wasserwerk Luckenwalde    |
| Bahnhof (Strecke außer Betrieb) | 42,1 | Kolzenburger Weg          | Kolzenburger Weg          |
| Haltepunkt / Haltestelle (Strecke außer Betrieb) | 43,9 | Elsthal                   | Elsthal                   |
| Kopfbahnhof Streckenende (Strecke außer Betrieb) | 46,4 | Luckenwalde Kleinbahnhof  | Luckenwalde Kleinbahnhof  |

Die Jüterbog-Luckenwalder Kreiskleinbahnen nahmen als kommunaler Eigenbetrieb des Kreises Jüterbog-Luckenwalde im Jahre 1900 ein 80 Kilometer langes Schmalspurnetz mit der Spurweite 750 mm zwischen den Städten Dahme/Mark, Jüterbog und Luckenwalde in Betrieb.

## Geschichte

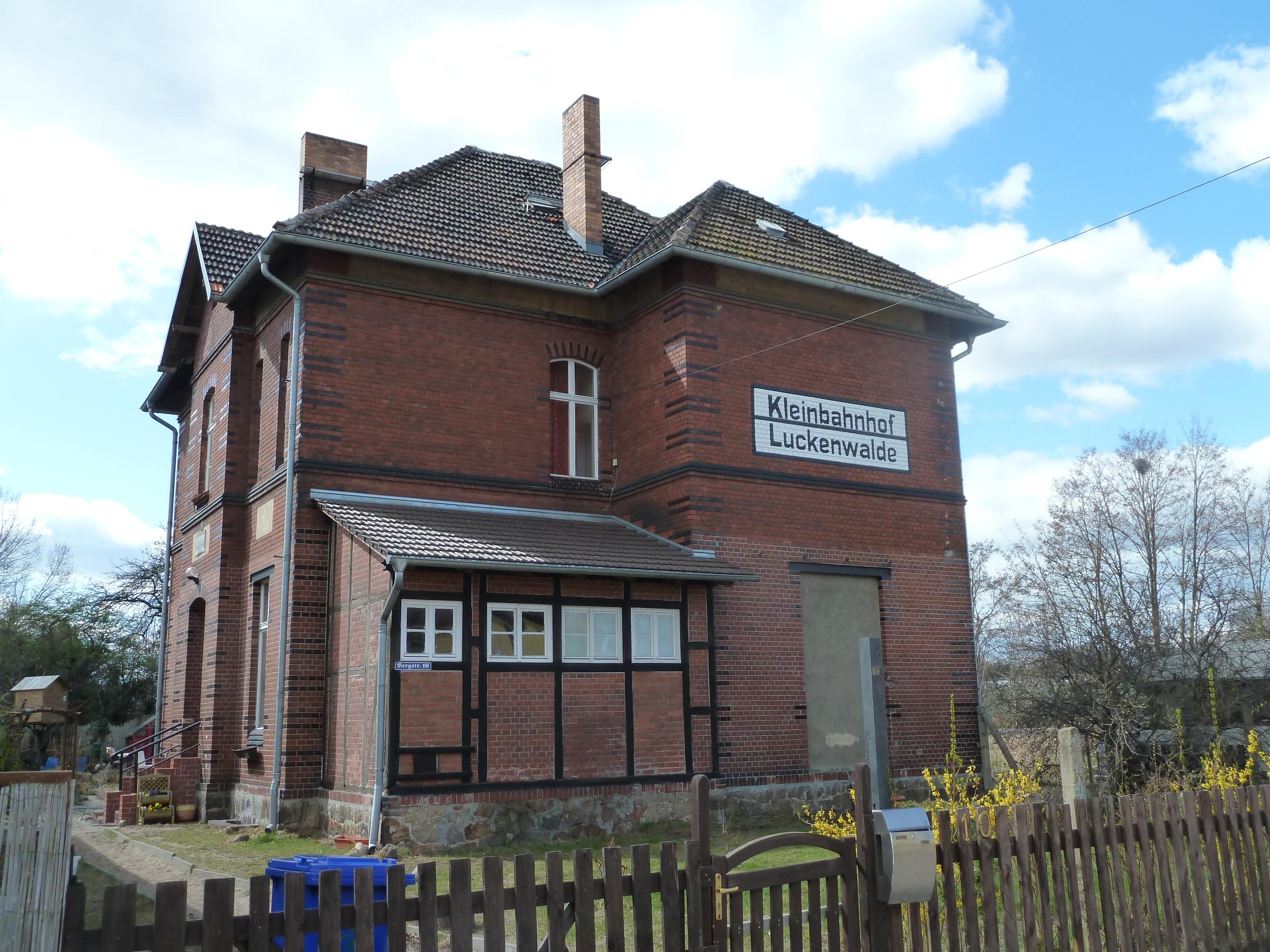
Kleinbahnhof in Luckenwalde

Im heutigen Landkreis Teltow-Fläming, der sich aus den Altkreisen Jüterbog, Luckenwalde und Zossen zusammensetzt, begann das Eisenbahnzeitalter im Jahre 1841, als die  Berlin-Sächsische Eisenbahn-Gesellschaft, die sich bald darauf Berlin-Anhaltische Eisenbahn nannte, den Kreis mit einer Fernbahn Berlin–Dessau von Norden nach Süden durchzog. An ihr liegen u. a. die Städte Luckenwalde und Jüterbog.
Die weiter südöstlich gelegene Gegend um den Niederen Fläming, die damals zum Kreis Jüterbog-Luckenwalde gehörte, blieb auch nach dem Bau der Berlin-Dresdener Eisenbahn im Jahre 1875 noch unerschlossen. Nur die Kleinstadt Dahme in der Mark bekam 1886 einen Anschluss an diese Hauptbahn durch die Bahnstrecke Uckro–Dahme.
So beschloss der Kreistag am 14. Mai 1897 mit staatlicher Unterstützung selbst ein 80 Kilometer langes Schienennetz aufzubauen. Aus Sparsamkeitsgründen wählte man dafür die Spurweite von 750 Millimetern. Der Betrieb konnte am 20. Dezember 1900 auf allen Strecken eröffnet werden. Die Betriebsführung übernahm 1903 die Kleinbahnabteilung der Provinzialverwaltung Brandenburg und später das Landesverkehrsamt Brandenburg. Verwaltung und Werkstatt befanden sich in Dahme.
Eine Strecke führte von Jüterbog in östlicher Richtung über Markendorf und Hohenseefeld nach Dahme (38 Kilometer), wo sich eine sieben Kilometer lange Stichbahn nach Görsdorf anschloss. Die zweite Querverbindung begann in Luckenwalde und erreichte erst nach Osten, dann nach Süden abbiegend in Hohenseefeld (35 Kilometer) die oben genannte Strecke Jüterbog–Dahme. Dabei überquerte sie in Jänickendorf die Bahnstrecke Zossen–Jüterbog, bis 1920 als Königlich Preußische Militär-Eisenbahn bekannt.

## Der Personenverkehr ruht einige Jahre
Nachdem der Kreis-Kommunalverband Jüterbog-Luckenwalde am 15. Januar 1932 einen eigenen Omnibuslinienverkehr eröffnet hatte, stellte man die Personenbeförderung ab 15. Dezember 1932 auf der Schiene ein. Das Busliniennetz umfasste bald vier Linien mit einer Gesamtlänge von 122 Kilometern, die weitgehend das Bahnnetz ersetzten. Dafür waren 16 Kraftomnibusse und drei Anhänger im Einsatz.
1936 waren noch acht Dampflokomotiven, zehn Personenwagen, fünf Pack- und 196 Güterwagen vorhanden.
Auch der Güterverkehr wurde am 15. Februar 1939 aufgegeben und das Schienennetz an den Militärfiskus verkauft, der es teils als Zufahrt zu Truppenübungsplätzen und zu Ausbildungszwecken nutzte, teils abbaute.

## Luckenwalde–Jüterboger Eisenbahn

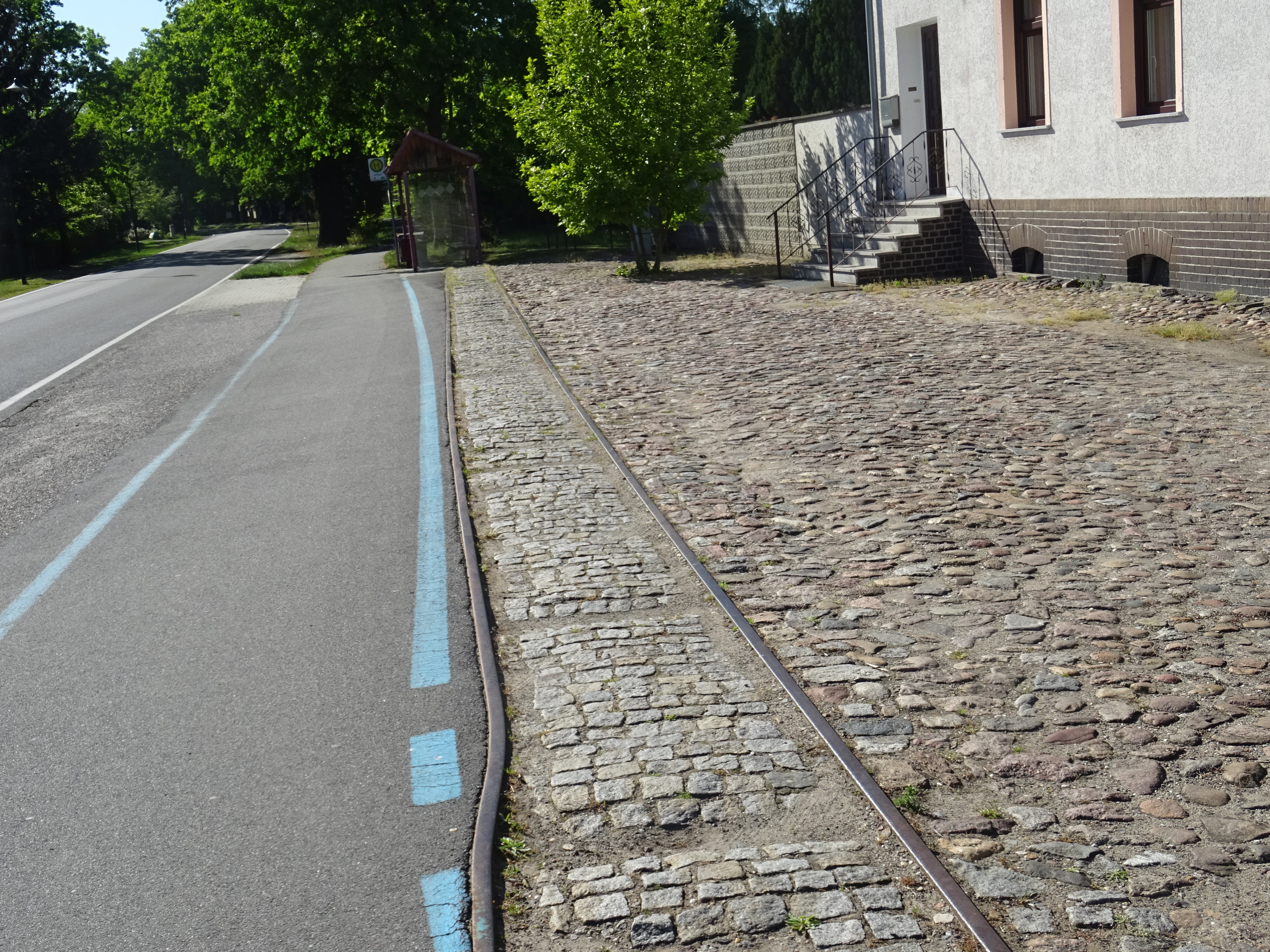
Gleisrest in Holbeck (2018)

Nach dem Zweiten Weltkrieg wurde die Bahn als Luckenwalde-Jüterboger Eisenbahn bezeichnet. Sie nahm am 8. Dezember 1945 die Personenbeförderung auf dem alten, um fünf Kilometer verkürzten Netz wieder auf. Die Züge endeten in Jüterbog Zinnaer Vorstadt und in Luckenwalde am früheren Haltepunkt Elsthal. Es handelte sich in der Regel um einen Zug an Werktagen, der morgens in Dahme abfuhr und an drei Wochentagen nach Jüterbog, an den drei anderen Tagen nach Luckenwalde fuhr und am Nachmittag zurückkehrte. 1949 wurde die Bahn von der Deutschen Reichsbahn übernommen.
Den Betrieb auf der Stichbahn Dahme–Görsdorf stellte man am Jahresende 1947 völlig ein. Auf den übrigen Strecken verkehrten die Personenzüge bis zum 25. Mai 1963. Bald darauf endete auch der Güterverkehr: Ab 1. Januar 1964 gab es Güterzüge nur noch von Dahme über Hohenseefeld einerseits nach Petkus und andererseits nach Werbig. Auch diese Bedienung endete am 1. Februar 1965. Danach folgte der Abbau der Bahnanlagen, den Personenverkehr übernahmen Omnibusse.
Der bis 1950 kommunale Eigenbetrieb war anschließend in die Verwaltung der Deutschen Reichsbahn übergegangen.

## Fahrzeuge
Zur Betriebseröffnung waren sechs Dampflokomotiven mit drei gekuppelten Achsen bei Krauss beschafft worden, 1906 kam noch eine siebte hinzu. Der Verbleib dieser Lokomotiven ist unbekannt, die meisten dürften im Kriegseinsatz verschlissen sein.
1919 wurde eine achte Lok bei Henschel beschafft und erhielt den Namen TECHOW (später HELENE). Diese Lok wurde 1934 nach Bad Lauterberg verkauft und war dann ab 1970 als Museumslok für die Deutsche Gesellschaft für Eisenbahngeschichte im Jagsttal im Einsatz. Sie ist heute in Privatbesitz.
Nachdem 1945 keine Lokomotiven vorhanden waren, kamen zunächst Beutelokomotiven und dann drei ehemalige Heeresfeldbahnlokomotiven (Heeresfeldbahnlokomotive HF 110 C) zum Einsatz.
Die Deutsche Reichsbahn setzte nach 1949 auch die 99 4501 und 99 4502 sowie die 99 4541 auf dem Netz ein. Neben den Dampflokomotiven kamen auch die Kleinlokomotiven Köf 6001 bis Kö 6004 zum Einsatz.
| Nr.               | Name                                                                          | Nr. ab 1949         | Bauart  | Hersteller, Baujahr      | Bemerkungen                                                   |
| ----------------- | ----------------------------------------------------------------------------- | ------------------- | ------- | ------------------------ | ------------------------------------------------------------- |
| 1 bis 7           | JÜTERBOG, LUCKENWALDE, GÖRSDORF, NONNENDORF, MARKENDORF, PETKUS, HOHENSEEFELD | -                   | C1’ n2t | Krauss 1900, 1906        |                                                               |
| 8                 | TECHOW                                                                        | -                   | C n2t   | Henschel 1919            | 1934 an die Baryt-Werke Bad Lauterberg, heute in Privatbesitz |
| Nr. 1II           |                                                                               | 99 4652             | C n2(t) | Henschel 1941            | Heeresfeldbahnlokomotive HF 110 C                             |
| Nr. 2II bis 5II   |                                                                               |                     | D h2    | Warschau 1936            | Beutelokomotiven aus Polen, bis 1950 zurückgegeben            |
| Nr. 4III und 5III |                                                                               | 99 4651 und 99 4653 | C n2(t) | Henschel 1941, Jung 1944 | Heeresfeldbahnlokomotive HF 110 C                             |

## Fläming-Skate
Der bis 2001 errichtete Flaeming-Skate wurde zu einem großen Teil auf oder direkt neben dem ehemaligen Bahndamm angelegt. So nutzt er weitgehend die Strecke von Luckenwalde über Stülpe, Petkus, Wahlsdorf bis Hohenseefeld (S2, S4 und RK1) sowie die Streckenabschnitte von südlich von Werder nach Fröhden (RK4 und RK5), von Hohenseefeld nach Niendorf (S6) und von südlich von Prensdorf nach Görsdorf (S7). In Holbeck (RK1 und RK5) sind noch Gleisreste direkt neben der Asphaltpiste des Fläming-Skate zu sehen. Gleisreste finden sich auch noch am ehemaligen Haltepunkt Werbig.